# 快速靜態測量
快速靜態測量(Rapid Static)是一種GPS定位測量的方式。

## 作業方法
同時使用兩個或多個接收器來接收相同衛星的信號。基站設在已知座標上，移動站數量不限。當移動到觀測位置時，保持短時間固定，觀測完後移動到下一點位。適用於有一已知座標點附近20公里範圍內有許多未知調查點。移動站在每個未知點上的觀測時間約2到10分鐘，視基線長度與衛星分佈狀況而定，由於觀測時間較靜態定位短，故觀測紀錄的時間間隔縮短為5秒或更短。移動站上的接收器在轉移時，不必保持對所測衛星連續跟蹤，可關閉電源以降低能耗。後處理時若觀測資料充足，測量得出的精度可達公分級，若資料不夠充分精度則為公吋至公尺級。實際操作時，因為仍有誤差存在的可能，快速靜態測量通常持續觀測一段時間，以增加多餘觀測，使求解成果品質更精確。。

## 應用範圍
控制網的建立及其加密、工程測量、地籍測量、細部點位測量及界址測量。